# Камарільяс
Камарільяс (ісп. Camarillas) — муніципалітет в Іспанії, у складі автономної спільноти Арагон, у провінції Теруель. Населення — 119 осіб (2010).
Муніципалітет розташований на відстані близько 250 км на схід від Мадрида, 42 км на північний схід від міста Теруель.

## Демографія
Динаміка населення (INE ):